# Gunpowder (TV-serie)
Gunpowder är en brittisk dramaserie som producerades av Kudos och Thriker Films. TV-serien visades i tre avsnitt i oktober till november 2017 på BBC One och samtliga avsnitt premiärvisades i Sverige på HBO Nordic den 19 december 2017. Gunpowder skapades av Ronan Bennett, Kit Harington och Daniel West och är baserad på krutkonspirationen som ägde rum i England 1605. J Blakeson regisserade samtliga avsnitt och rollen som Robert Catesby spelades av Harington, som är en ättling till Catesby. Inspelningarna påbörjades sent under februari 2017 och ägde rum på bland annat East Riddlesden Hall, Fountains Abbey, Oakwell Hall, Ripley Castle, Haddon Hall, Kirkstall Abbey, 
Bolton Abbey, Lendal Bridge i York, Ilkley Moor och Beverley Minster.

## Rollista
- Kit Harington - Robert Catesby
- Peter Mullan - Fader Henry Garnet
- Mark Gatiss - Robert Cecil, 1:e earl av Salisbury
- Liv Tyler - Anne Vaux
- Luke Broughton - Thomas Bates
- Philip Hill-Pearson - Everard Digby
- Tom Cullen - Guy Fawkes
- Daniel West - Thomas Percy
- Joseph Ringwood - Ambrose Rookwood
- Martin Lindley - Francis Tresham
- Christopher T Johnson - Robert Wintour
- Edward Holcroft - Thomas Wintour
- Matthew Neal - Christopher Wright
- Luke Neal - John Wright
- Shaun Dooley - William Waad
- Derek Riddell - Jakob I av England
- Robert Emms - Fader John Gerard
- Thom Ashley - Fader Daniel Smith
- Sian Webber - Dorothy Dibdale
- Pedro Casablanc - Juan Fernández de Velasco, 5:e hertig av Frías
- Andy Lucas - Juan de Tassis y Acuña, 1:e greve av Villamediana
- David Bamber - Henry Percy, 9:e earl av Northumberland
- Simon Kunz - Thomas Howard, 1:e earl av Suffolk
- Hugh Alexander - Philip Herbert, 4:e earl av Pembroke
- Sean Rigby - William Parker, 4:e baron Monteagle
- Robert Gwyllim - William Stanley
- Andrew Jarvis - Edward Alford